# الساعة القديمة (حمص)
برج ساعة حمص القديمة هو برج قديم في مدينة حمص يعود تاريخ بناءه إلى عام 1923 بناه الفرنسيون على يد أشهر ساعاتي بـ«حمص» "عبد الله كيشي" واسمه محفور عليها حتى الآن وهي مصنوعة من النحاس وكانت مركز المدينة القديم حيث توسطت منطقة الأسواق الأثرية وأُنشئ بجانبها كراج «حماة» لأنها كانت على طريق «حماة» ثم سينما «الفردوس» إلى الشمال منها (مكان بناء الستي سنتر حاليا) وفي السبعينيات من القرن الماضي كان هناك سوق اسمه «سوق غزول» شرق الساعة فيه مطاعم ومتنزهات شعبية والتي لم تعد موجودة حاليا وكانت تسمى الساحة الموجودة فيها حاليا ساحة الشهداء».

## ساعة حمص اليوم
تعطلت ساعة حمص عن العمل وتضررت خلال فترة الثورة في سورية، مما استدعى إعادة إصلاحها، حيث كلف بذلك المهندس والمخترع مسلم عبد الله الصليعي، والذي ينتمي لعائلة «الصليعي» الحموية الشهيرة، إحدى أعرق الأسر التي تهتم بتصنيع الساعات البرجية في الشرق الأوسط، وينتمي المهندس مسلم للجيل الخامس من الأسرة التي ما تزال مختصة في أعمال إنشاء وصناعة وصيانة الساعات، حيث جرى إعادة الساعة إلى موقعها بتاريخ 9/9/2022، ونصبت في موقعها مرة أخرى، لتحمل في داخلها اسم الأسرة الحموية العريقة التي تعمل في تصنيع الساعات منذ عام 1860 م، وتختص بالساعات البرجية منذ عام 1918 م.

## الموقع
حمص القديمة نهاية شارع الحميدية الرئيسي